# ورخوونیتسه
ورخوونیتسه (به لاتین: Vrchovnice) یک منطقهٔ مسکونی در جمهوری چک است که در شهرستان هرادتس کرالووه واقع شده‌است.